# Eva Schulze-Knabe

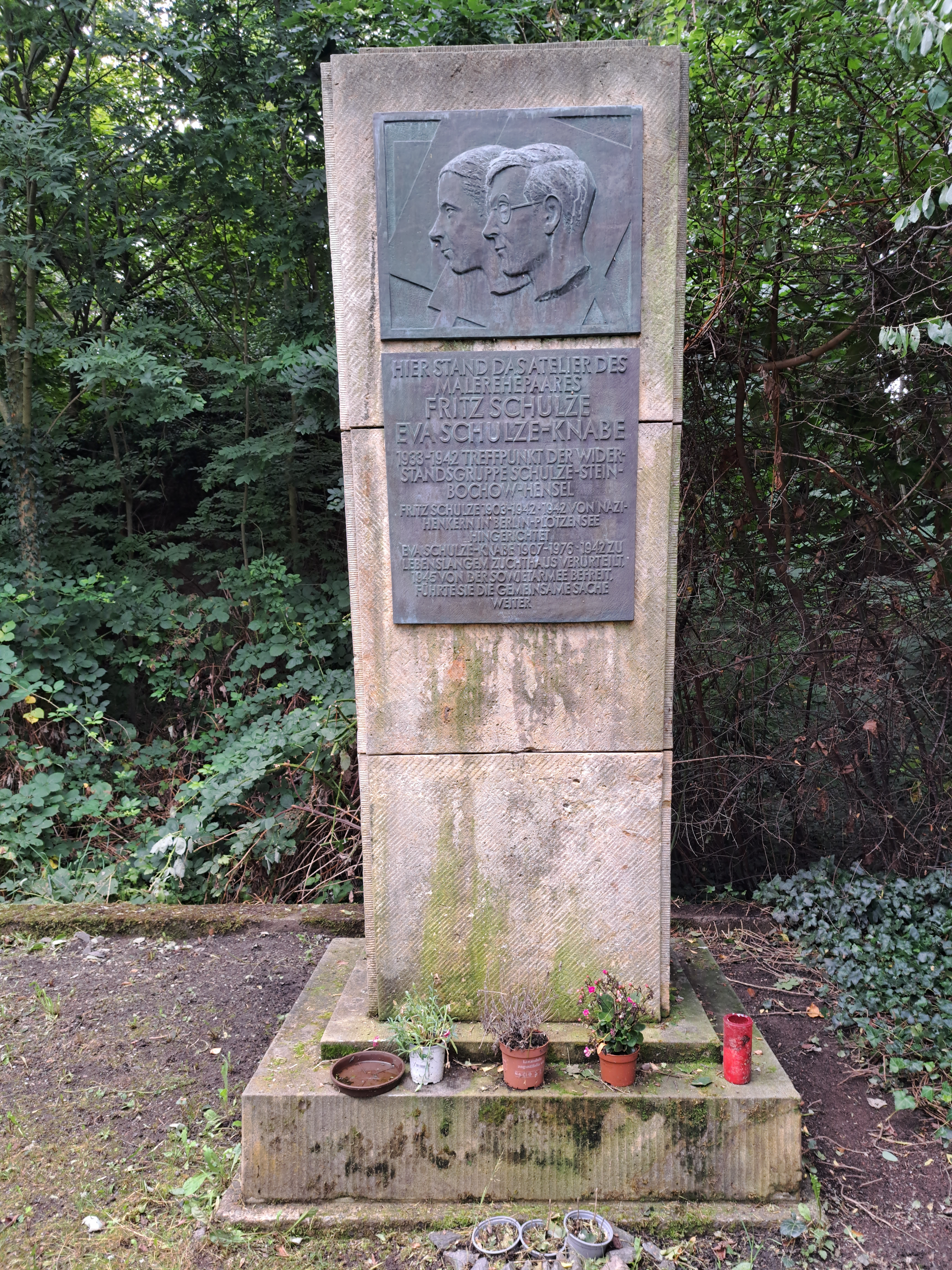
Pomnik Evy i jej męża w Dreźnie

Eva Schulze-Knabe (ur. 11 maja 1907 w Pirnie, zm. 15 lipca 1976 w Dreźnie) – niemiecka malarka i graficzka, działaczka ruchu oporu przeciwko narodowemu socjalizmowi.

## Życiorys
W latach 1924–1926 studiowała w Lipsku, a w latach 1928–1932 w drezdeńskiej Akademii Sztuk Pięknych. Od 1929 była członkinią grupy artystycznej ASSO. Od 1931 należała do Komunistycznej Partii Niemiec. W 1931 wyszła za mąż za artystę Fritza Schulze. Obaj przyjaźnili się m.in. z Hansem i Leą Grundigami oraz pisarzem Augustem Lazarem.
Aresztowana w 1933 i 1934, została osadzona w oflagu w Hohnstein. Ponownie aresztowano ją w 1941. W 1942 wraz z mężem stanęła przed Volksgerichtshof w Dreźnie. Została skazana na dożywocie w obozie pracy. Mąż został skazany na śmierć i stracony.
W 1945, po wyjściu na wolność z więzienia w Waldheim, zamieszkała w Dreźnie jako freelancerka. W 1959 otrzymała drezdeńską Nagrodę Artystyczną Martina Andersena Nexö. Nadzorowała koło malarskie i rysunkowe w Niedersedlitz (część Drezna).
Miała córkę Tinę, której portret namalowała w 1961.
Została pochowana na cmentarzu miejskim w Heidefriedhof. Pomnik jej i jej męża znajduje się w Hoher Stein w Dreźnie.

## Upamiętnienie
Jej imię nosiła Grupa 540 działająca w ramach Demokratischer Frauenbund Deutschlands (Demokratyczne Stowarzyszenie Kobiet w Niemczech, organizacja wschodnioniemiecka).